# ムオンニェ県
ムオンニェ県（ムオンニェけん、ベトナム語：Huyện Mường Nhé / 縣芒㖇?）は、ベトナム社会主義共和国ディエンビエン省の県である。面積は1,573.73 km²、人口は40,030人（2018年）である。

## 行政区画
11社から構成される。